# Austroamericium
Austroamericium es un género con tres especies de plantas de flores perteneciente a la familia Santalaceae. 

## Especies seleccionadas
- Austroamericium aphyllum
- Austroamericium brasiliense
- Austroamericium tepuiense